# Euodynerus quadrifaciatus
Euodynerus quadrifaciatus är en stekelart som först beskrevs av Fabricius 1793.  Euodynerus quadrifaciatus ingår i släktet kamgetingar, och familjen Eumenidae. Inga underarter finns listade i Catalogue of Life.